# Afrob
Afrob, właściwie Robert Zemichiel (ur. 1979 we Włoszech) – niemiecki raper.

## Dyskografia

### Albumy
- 1999 – Rolle Mit Hip Hop
- 2001 – Made In Germany
- 2003 – Wer Hätte Das Gedacht? (jako ASD)
- 2005 – Hammer
- 2014 - Push
- 2016 - Mutterschiff
- 2017 - Beats, Rhymes & Mr. Scardanelli
- 2019 - Abschied von Gestern
- 2023 - König ohne Land

### Single
- 1999 – „Reimemonster” (featuring Ferris MC)
- 1999 – „Einfach” (featuring Skills en Masse)
- 2001 – „Made In Germany”
- 2001 – „Öffne Die Augen” (featuring D-Flame)
- 2003 – „Sneak Preview” (jako ASD)
- 2003 – „From Street to the Crowd” (jako AASD)
- 2003 – „Hey Du (Nimm Dir Zeit)” (jako ASD)
- 2005 – „Wollt Ihr Wissen”
- 2005 – „Es Geht Hoch” (featuring Lisi)
- 2006 – „Zähl Mein Geld”